# Torrechiva
Torrechiva – gmina w Hiszpanii, w prowincji Castellón, we wspólnocie autonomicznej Walencja, o powierzchni 11,85 km². W 2011 roku liczyła 96 mieszkańców.